# Moritz Nicolas
Moritz Nicolas (Gladbeck, 21 oktober 1997) is een Duits voetballer die als doelman voor Borussia Mönchengladbach speelt.

## Carrière
Moritz Nicolas speelde in de jeugd van Adler Ellinghorst 1961, SV Zweckel, VfB Hüls en Rot-Weiss Essen. In het seizoen 2014/15 zat hij enkele wedstrijden als reservekeeper bij de selectie van Rot-Weiss. In 2015 vertrok hij naar competitiegenoot Borussia Mönchengladbach II. Vanaf 2017 zat hij ook als reservedoelman in de eerste selectie van Mönchengladbach. In het seizoen 2019/20 werd hij verhuurd aan 1. FC Union Berlin. Hier debuteerde op 20 juni 2020 in de Bundesliga in de met 4-0 verloren uitwedstrijd tegen TSG 1899 Hoffenheim. Dit was zijn enige wedstrijd voor Union. In het seizoen erna werd Nicolas verhuurd aan VfL Osnabrück, waar hij als reservekeeper ook eenmaal speelde in de 2. Bundesliga. In het seizoen 2021/22 was hij in de 3. Liga bij Viktoria Köln eerste doelman. Op 31 juli 2022 debuteerde Nicolas voor Borussia Mönchengladbach in de met 1-9 gewonnen bekerwedstrijd tegen SV Oberachern. De rest van het seizoen werd hij aan Roda JC Kerkrade verhuurd. Na zijn verhuurperiode kreeg Nicolas een basisplaats bij Borussia Mönchengladbach, omdat eerste doelman Jonas Omlin in het begin van het seizoen een schouderblessure opliep.

### Statistieken
| Seizoen                       | Club                        | Land           | Competitie        | Competitie | Competitie | Beker | Beker | Totaal | Totaal |
| Seizoen                       | Club                        | Land           | Competitie        | Wed.       | Dlp.       | Wed.  | Dlp.  | Wed.   | Dlp.   |
| ----------------------------- | --------------------------- | -------------- | ----------------- | ---------- | ---------- | ----- | ----- | ------ | ------ |
| 2014/15                       | Rot-Weiss Essen             | Duitsland      | Regionalliga West | 0          | 0          | 0     | 0     | 0      | 0      |
| 2015/16                       | Borussia Mönchengladbach II | Duitsland      | Regionalliga West | 10         | 0          | 0     | 0     | 10     | 0      |
| 2016/17                       | Borussia Mönchengladbach II | Duitsland      | Regionalliga West | 12         | 0          | 0     | 0     | 12     | 0      |
| 2017/18                       | Borussia Mönchengladbach II | Duitsland      | Regionalliga West | 26         | 0          | 0     | 0     | 26     | 0      |
| 2017/18                       | Borussia Mönchengladbach    | Duitsland      | Bundesliga        | 0          | 0          | 0     | 0     | 0      | 0      |
| 2018/19                       | Borussia Mönchengladbach II | Duitsland      | Regionalliga West | 27         | 0          | 0     | 0     | 27     | 0      |
| 2018/19                       | Borussia Mönchengladbach    | Duitsland      | Bundesliga        | 0          | 0          | 0     | 0     | 0      | 0      |
| 2019/20                       | → 1. FC Union Berlin        | Duitsland      | Bundesliga        | 1          | 0          | 0     | 0     | 1      | 0      |
| 2020/21                       | → VfL Osnabrück             | Duitsland      | 2. Bundesliga     | 1          | 0          | 0     | 0     | 1      | 0      |
| 2021/22                       | → FC Viktoria Köln 1904     | Duitsland      | 3. Liga           | 31         | 0          | 3     | 0     | 34     | 0      |
| 2022/23                       | Borussia Mönchengladbach    | Duitsland      | Bundesliga        | 0          | 0          | 1     | 0     | 1      | 0      |
| 2022/23                       | → Roda JC Kerkrade          | Nederland      | Eerste divisie    | 30         | 0          | 0     | 0     | 30     | 0      |
| 2023/24                       | Borussia Mönchengladbach    | Duitsland      | Bundesliga        | 7          | 0          | 0     | 0     | 7      | 0      |
| Carrièretotaal                | Carrièretotaal              | Carrièretotaal | Carrièretotaal    | 145        | 0          | 4     | 0     | 149    | 0      |
| Bijgewerkt op 30 oktober 2023 |                             |                |                   |            |            |       |       |        |        |